# Sector de la carretera de Sant Bartomeu
El Sector de la carretera de Sant Bartomeu és una obra de les darreres tendències de Gurb (Osona) inclosa a l'Inventari del Patrimoni Arquitectònic de Catalunya.

## Descripció
Es tracta d'una zona a banda i banda de la carretera de Sant Bartomeu del Grau, a partir de la que ha començat un procés d'urbanització.
Predominen les cases unifamiliars d'un màxim de tres pisos, alineades en carrers paral·lela o perpendiculars a la carretera.

## Història
A partir dels anys 60 hi ha hagut una creixent tendència dels habitants de Vic, d'anar a viure als voltants i no a la mateixa ciutat. Fins i tot els mateixos habitants de Gurb, malgrat treballin la terra, construeixen hàbitats nous, molts d'ells en aquests zones residencials i d'altres en substitució de l'antiga casa pairal. Aquest sector de l'Esperança està dividit en múltiples sectors que van creixent a mesura que es va urbanitzant el territori i augmenta la demanda de sòl per habitatge. Ja estan constituïts el Sector de l'Esperança, el Sector Prixana, el Sector del C. Castell, el Sector Urbanització Can Serra i el Sector de la carretera de Sant Bartomeu. Aquests noms s'identifiquen amb la situació o emplaçament de les vivendes, corresponent als noms dels antics masos que ocupaven la zona o a la proximitat a unes determinades vies de comunicació.